# 肉食鬣兽属
肉食鬣兽属（学名：Lahimia）为鬣齿兽目的一个属。

## 下属物种
本属包括以下物种：
- 塞氏肉食鬣兽 Lahimia selloumi Solé et al., 2009